# Buddy (quadricycle)
Pour les articles homonymes, voir Buddy.

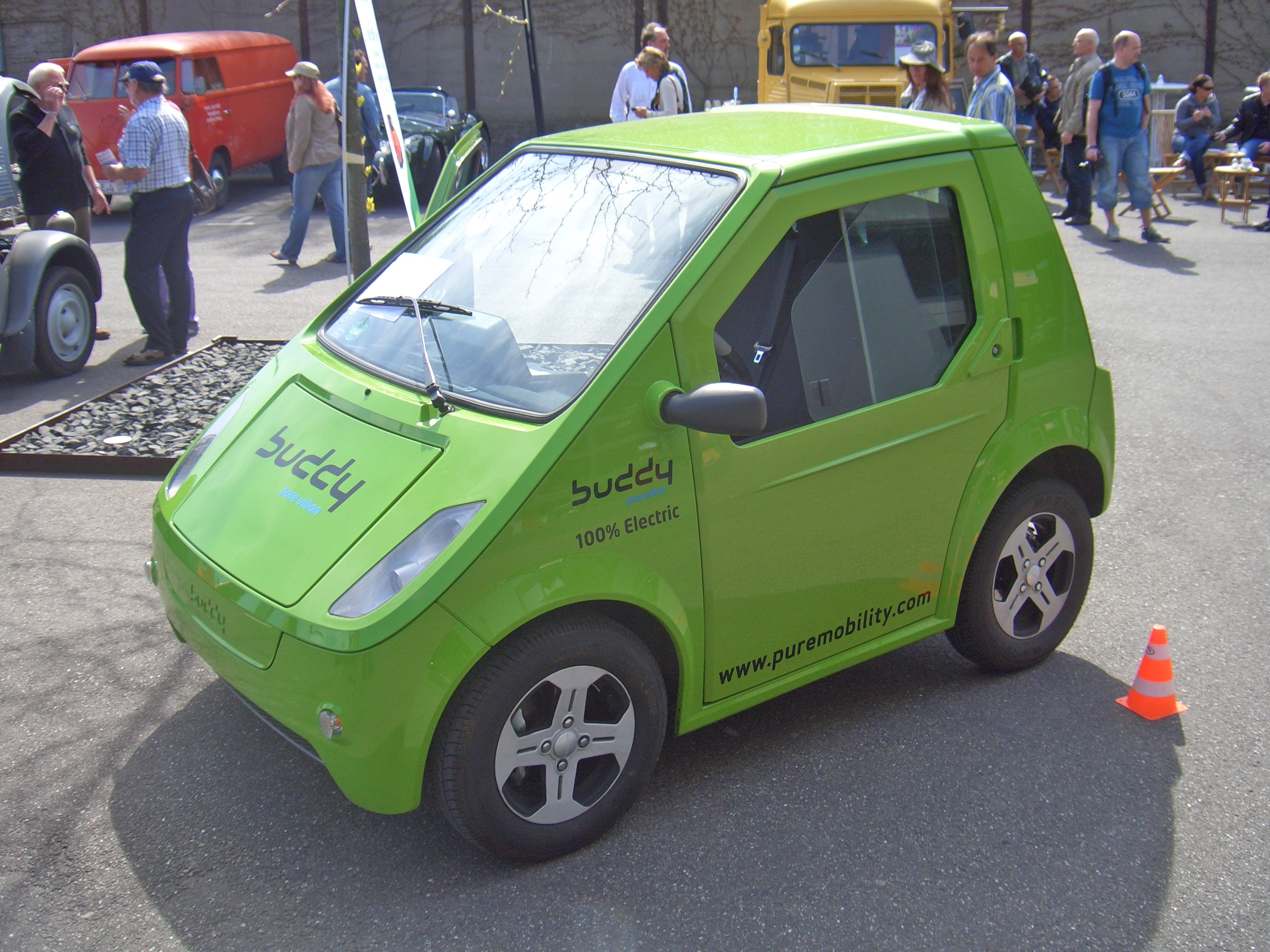
Buddy

Le Buddy est un véhicule électrique norvégien  de catégorie quadricycle dit voiture sans permis produit dans les années 2000 par Buddy Electric, anciennement connu comme Pure Mobility and Elbil Norge AS, à Økern à Oslo. En 2007, le Buddy et son prédécesseur, la Kewet, détiennent 20% du marché des voitures électriques de Norvège. Depuis sa conception en 1991, les ventes combinées de Kewet et de Buddy ont totalisé 1500 véhicules en octobre 2013, dont 1087 enregistrées en Norvège.

## Histoire
Buddy est la sixième génération du véhicule électrique Kewet. Initialement, le Kewet a été développé à Hadsund (Danemark) et le premier modèle réalisé en 1991. La production alterne entre  Hadsund, Denmark et Nordhausen (Allemagne). Pour les cinq premières générations, plus de 1000 véhicules électriques ont été produits. Le véhicule a été vendu dans 18 pays. En 1998, tous les droits ont été acquis par  ElBil Norge AS (alors dénommé Kollega Bil AS). À l'automne 2005, un nouveau modèle a été présenté, le premier à s'appeler Kewet Buddy Citi-Jet 6 mais à présent simplement connu sous le nom de Buddy.[citation nécessaire]
En décembre 2008, les 12 premiers véhicules Buddy ont été envoyés par bateau de la manufacture de Økern jusqu'à Copenhagen. En 2010, Pure Mobility (anciennement "Elbil Norge") lance une nouvelle marque/version de la Buddy. Initialement promue sous la marque "MetroBuddy", le préfixe "Metro" est abandonné pour son côté dépréciatif.

## Technologie et production
Buddy est un simple véhicule électrique sans permis fonctionnel avec une autonomie tout électrique de 20 à 60 kilomètres selon la saison, la topographie et le cycle de conduite. La vitesse maximale est de 80 km/h. Sa longueur est de 2,44 mètres, moindre que la largeur maximale d'une voiture[citation nécessaire].
Le moteur électrique est de 72V Sepex 13 kW, à courant continu avec brushes.
Comme de nombreuses voiturettes, le véhicule n'est pas doté des équipements de sécurité d'une voiture particulière: la Buddy n'a pas de zones de déformation (de sécurité) elle est en fibre de verre. Le véhicule n'est pas doté ni d'ABS, ni d'ESC, ni d'Airbag. Le véhicule n'a pas non plus d'assistance à la conduite (freinage/direction).
La Buddy a été produite avec des batteries à acide plomb qui peuvent être complètement rechargées en 6 à 8 heures. Le véhicule peut se recharger sur une prise à 10 ampères. Les batteries ont une durée de vie de deux à cinq années ou  20 000 kilomètres.
La Buddy est un quadricycle lourd au sens de la législation européenne. Cette voiturette peut être conduite avec un permis B.

## Ventes

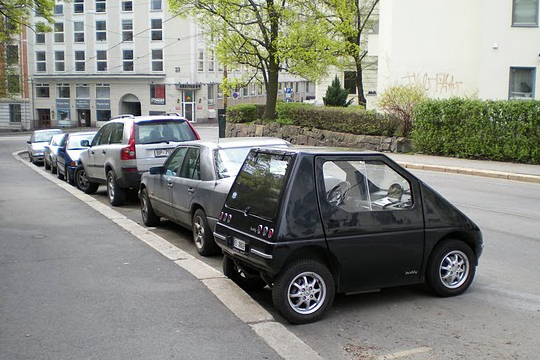
Le stationnement de la Buddy à la place d'une moto est autorisée en Norvège

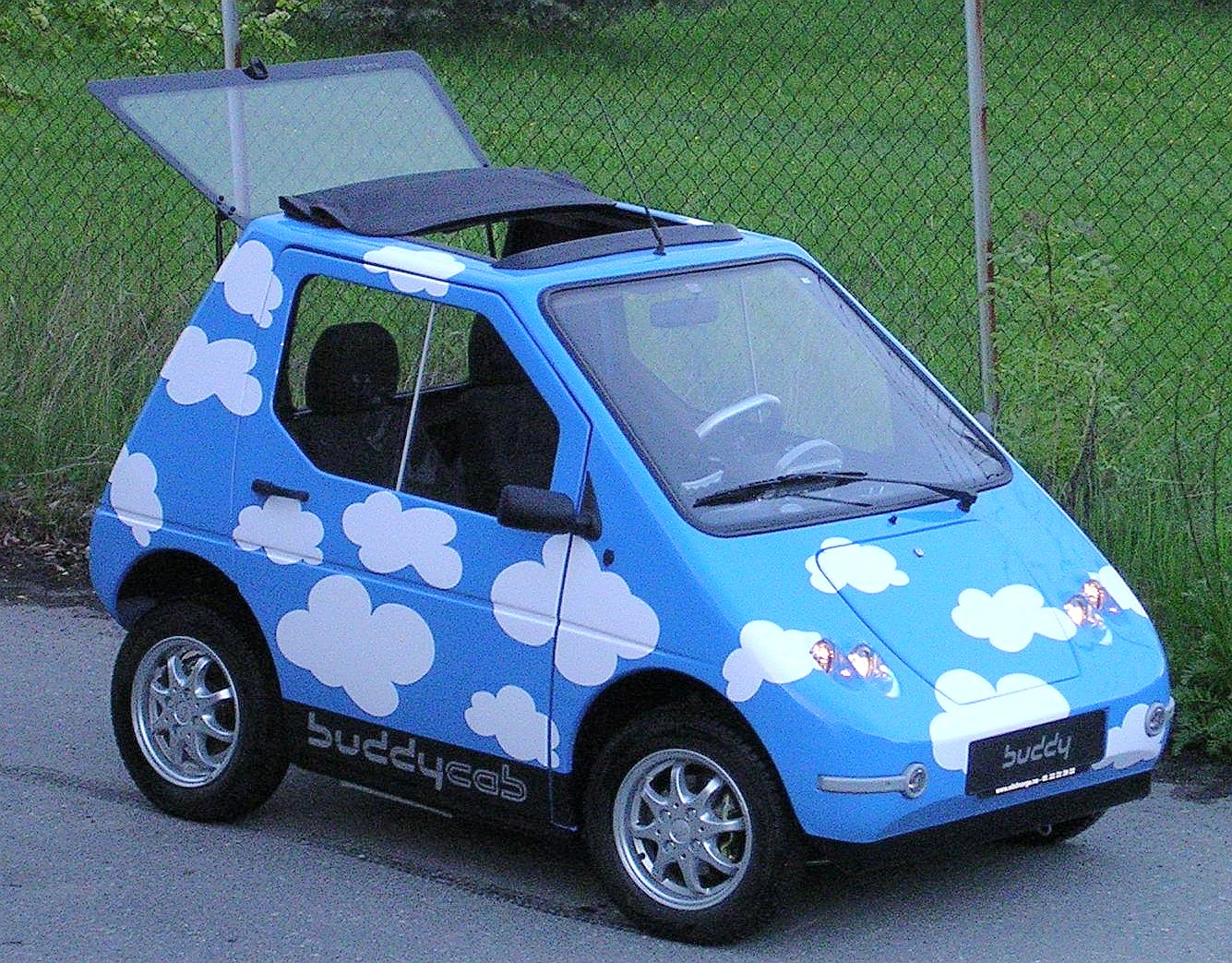
Buddy graphics inspired by the customer's bedside table lamp

La Buddy est classée 29e en termes de ventes par marque automobile en Norvège en 2006, devant Jaguar, Fiat, Smart et Porsche. La plupart de ces véhicules sont noirs/sombres/gris/argent, environ 80% des Buddys sont livrés en couleurs flashy notamment avec des éléments décoratifs : fleurs, cœurs, nuages et flammes.

## Opérations et propriété
Buddy a été produit par  Buddy Electric (anciennement "Pure Mobility" et "ElBil Norge AS") renommé en 2003.

## Spécifications  techniques
Spécifications  techniques:
- Masse à vide (sans batterie): 400 kilogrammes
- Masse de la batterie au plomb: 395 kilogrammes
- Masse maximale autorisée 1 020 kg
- Places 3 adultes
- Dimensions: 2,440 x 1,430 x 1,440 mètres
- Roues 155 cm
- Rayon de braquage:7.0 m
- Moteur: SepEx 72V DC
- Puissance: 13 kW
- Vitesse maximale: 80 à 90 km/h
- Accélération: 0 à 50 km/h en 7 s
- Freinage régénératif
- Freins à disque sur toutes les roues
- Batteries:
- Temps de charge : 0-100% en 6 à 8 heures, 30 à 95% en 3 heures
- Autonomie: 
  - 50 à 100 kilomètres
- Numéro d'homologation: e11*2002/24*0153*03 (2002/24/EG: Type Approval for 2- and 3-wheeled motorised vehicles)